# Kloster Padise
Das Kloster Padise (Padis; estnisch: Padise klooster) ist eine ehemalige Zisterzienserabtei in Padise (Gemeinde Lääne-Harju) im Kreis Harju in Estland.

## Geschichte
In Padise bestand seit 1254 ein Priorat des Klosters Daugavgrīva (Dünamünde) bei Riga, das dort bereits in der ersten Hälfte des 13. Jahrhunderts begütert war. Um 1250 wurde eine zweijochige Kapelle mit Rippengewölbe errichtet. Als das Kloster in Dünamünde im Jahr 1305 an den livländischen Zweig des Deutschen Ordens verkauft wurde, zogen die Mönche im Jahr 1310 nach Padise. Ab 1317 wurde das Kloster mit Erlaubnis des dänischen Königs Erik VI. befestigt. Im Aufstand der estnischen Bauern wurden in der St.-Georgs-Nacht 1343 28 Mönche, Laienbrüder und Ritter getötet und das überwiegend hölzerne Kloster wurde niedergebrannt. Nach der Niederschlagung des Aufstands wurde der Ausbau des Klosters ab 1370 fortgesetzt, das 1317 als selbstständige Abtei dem Kloster Stolpe in Vorpommern unterstellt worden war und damit der Filiation der Primarabtei Morimond angehörte. 1351 verlieh König Magnus Eriksson dem Kloster die Lachsfischerei und das Kirchenpatronat im ausgedehnten Kirchspiel Porvoo in Finnland vom Helsinge-Fluss bis zum Kymmene-Fluss, die 1428 vom Bischof und Domkapitel von Turku zurückgekauft wurden. Bis zum Jahr 1448 war der Ausbau vollendet. Um 1400 verfügte das Kloster über große Ländereien in Estland und im südlichen Finnland. Jedoch begann um 1500 der Niedergang. Nachdem das Kloster die Reformation überdauert hatte, wurde es 1558 vom livländischen Zweig des Deutschen Ordens besetzt und 1559 aufgelöst. Anschließend wurde das Kloster als Festung genutzt, die 1561 von schwedischen und 1576 von russischen Truppen besetzt wurde. Bei der Wiedereroberung durch die Schweden wurde die Anlage 1580 beschädigt. 1622 erhielt sie der Bürgermeister von Riga, Thomas Ramm, in dessen Familie sie bis 1919 verblieb. Nachdem die Anlage 1766 durch Blitzschlag beschädigt worden war, wurde in der Nähe ein klassizistisches Gutshaus errichtet. Die erhaltenen Gebäude wurden 1930 gesichert. 1997 erwarb die Familie von Ramm das Gutshaus zurück und richtete ein Hotel ein.

## Bauten und Anlage

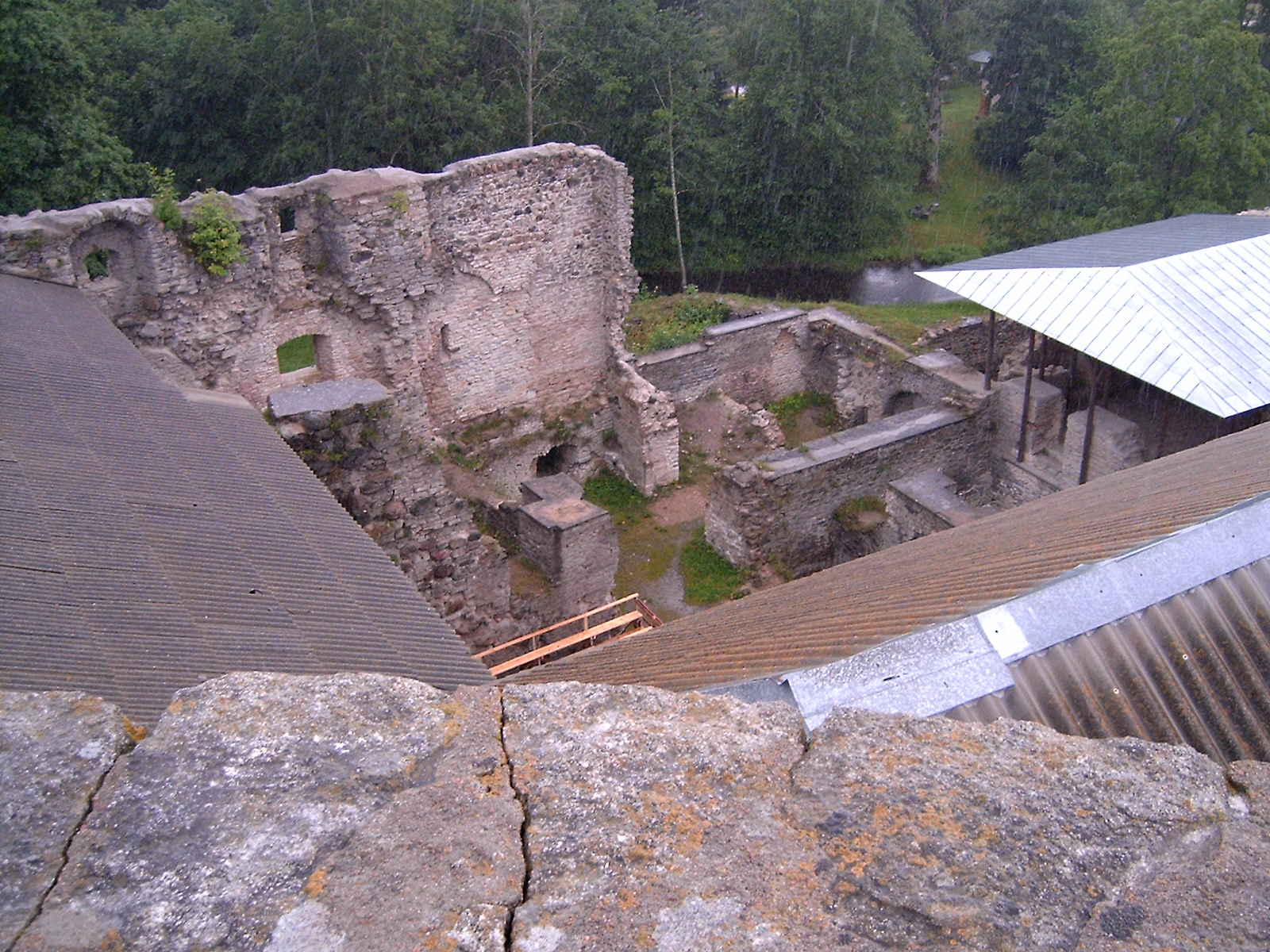
Klosterruine

Der Klosterkomplex ist weitgehend ruinös erhalten. Die einschiffige ehemalige Kirche besitzt vier Joche mit einem nach Nordwesten abgesetzten Turm. Die ehemalige Klausur ist um einen viereckigen Hof im Süden der Kirche angeordnet. Der kleine Kapitelsaal liegt im Ostflügel, das Refektorium im Südflügel. Den Westflügel nimmt ein Keller ein.

## Äbte

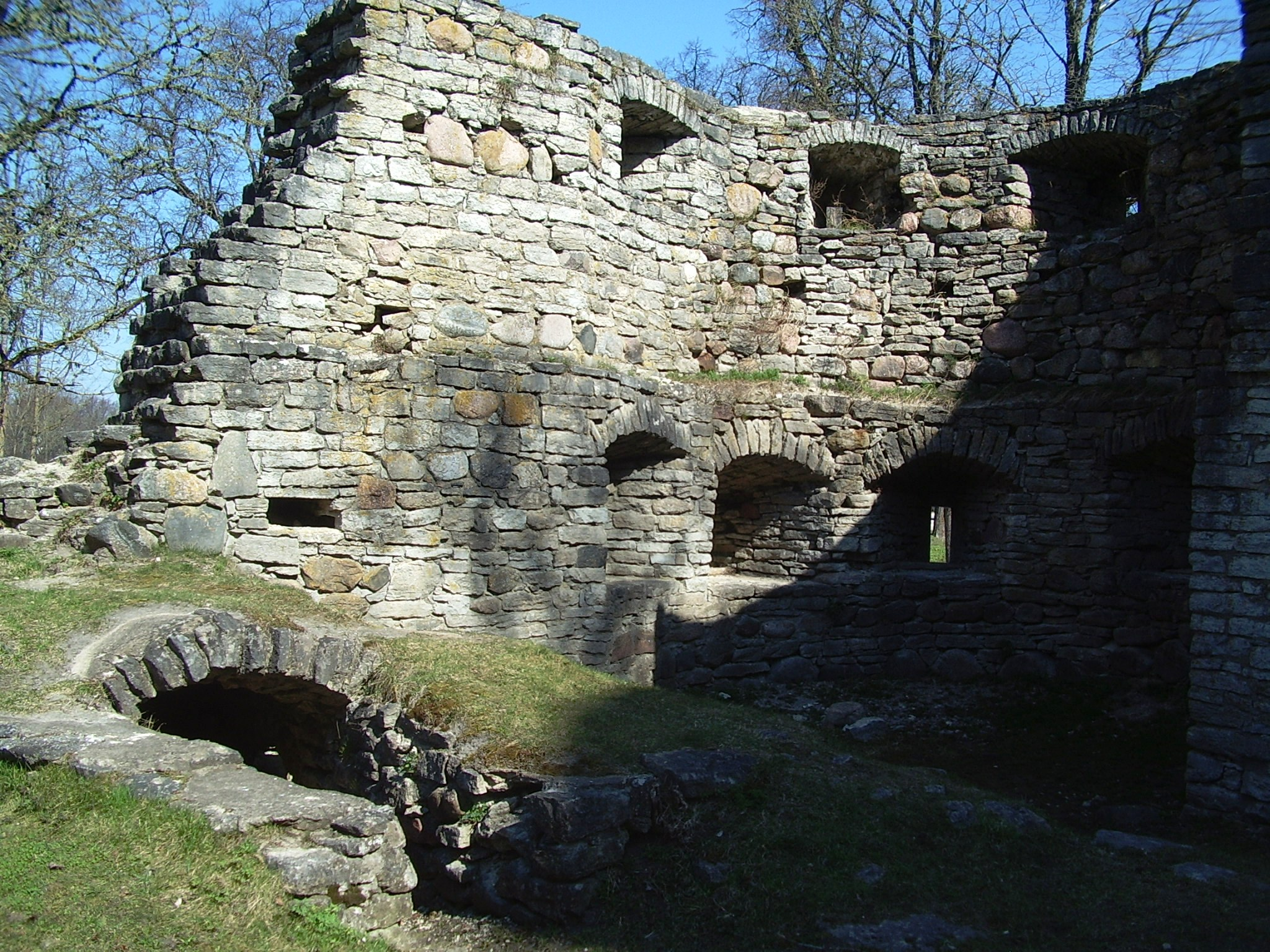
Die Befestigung

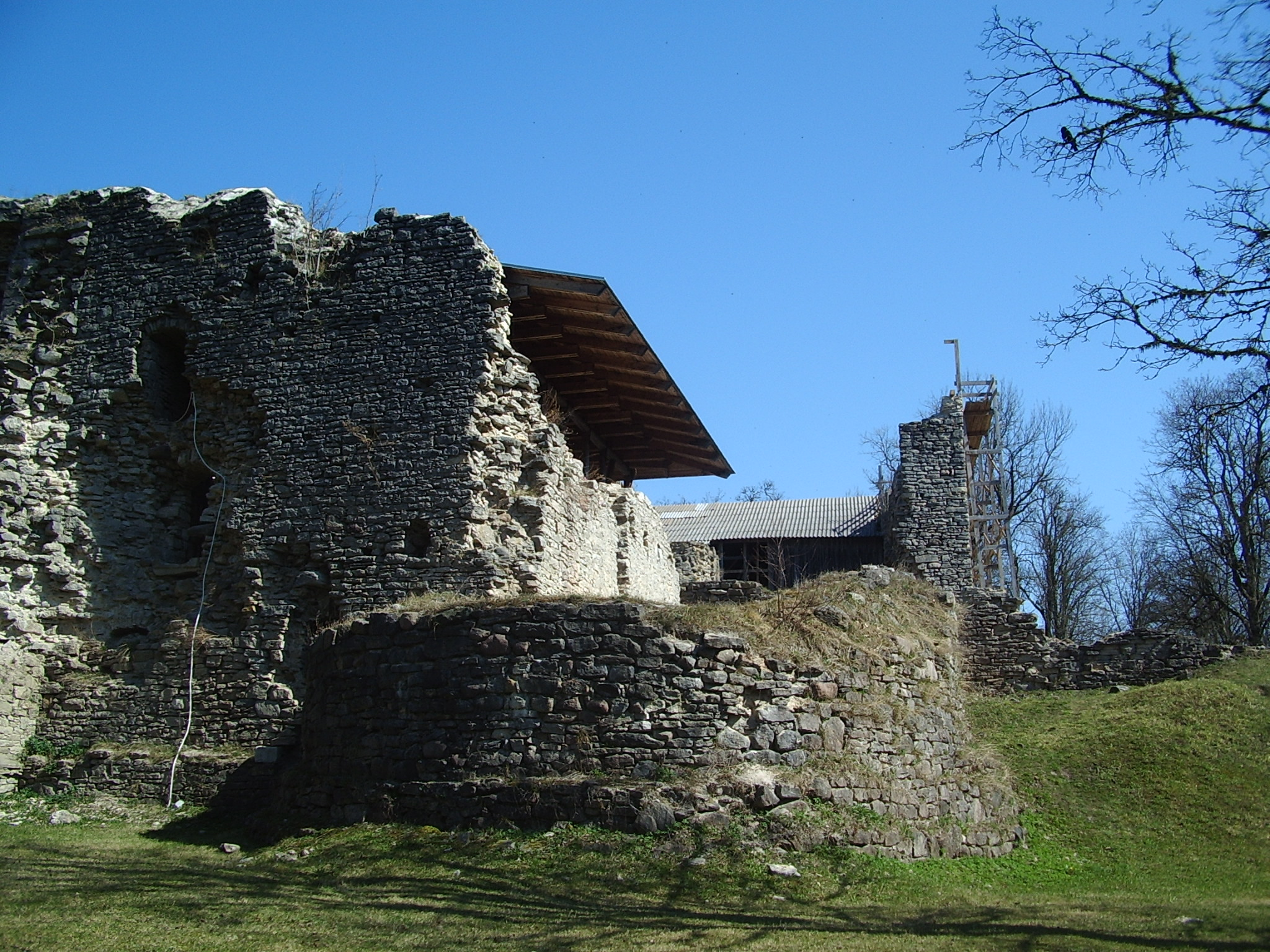
Blick auf die Anlage

- 1317?–1320 Johannes
- 1321–1326? Evert (Egbert)
- 1328 Nikolaus
- 1331 Egbert
- 1339 Johannes
- 1341–1345 Nikolaus
- 1345 Johannes
- 1346–1352 Nikolaus
- 1364–1376 Nikolaus Risebit
- 1379–1388 Bertold
- 1392–1398 Johannes
- 1402?–1403 Kurt Kröpelin
- 1407–1413? Johannes
- 1415–1418 Konrad
- 1423–1431 Tidemann
- 1436–1438 Werner
- 1441 Michael
- 1447?–1453 Johannes Grues
- 1451–1453 Johannes Urader
- 1454 Nikolaus
- 1478 Tidemann
- 1488–1489 Johannes Vlemynck
- 1491 Georg Kone
- 1492 Heinrich Warnsbeck
- 1493–1504 Michael Sasse
- 1506 Johannes von der Heyde
- 1509–1524 Georg Karnip
- 1524–1543 Eberhard Sunnenschin
- 1544–1553 Ludwig Duchscherer
- 1555–1559 Georg Conradi